# Die Letzte Runde
Die Letzte Runde é um filme de drama austríaco de 1983 dirigido e escrito por Peter Patzak e Wolfgang Ainberger. Foi selecionado como representante da Áustria à edição do Oscar 1984, organizada pela Academia de Artes e Ciências Cinematográficas.

## Elenco
- Elliott Gould - Willie Zobel
- Heinz Moog - Josef Luft
- Andrea Jonasson - Willies Frau
- Danny Hirsch - Tommi Zobel
- Klaramaria Skala - Josefs Frau
- Hanno Pöschl - Rainer
- András Gönczöl - Erwin
- Erni Mangold - Willies Bekanntschaft